# Tepelena
Tepelena (albanisch auch Tepelenë, von türkisch Tepedelen; griechisch Τεπελένι Tepeléni) ist eine Kleinstadt mit 3709 Einwohnern (Volkszählung 2023) im Süden Albaniens. Sie liegt im Tal der Vjosa und ist vor allem als Geburtsort Ali Paschas bekannt.

## Geographische Lage
Tepelena liegt am linken Ufer der Vjosa auf einem Plateau über dem Fluss. Die Vjosa wendet sich hier, nachdem sie wenige Kilometer zuvor in der Schlucht von Këlcyra eine Bergkette durchbrochen hat, nach Norden. Zudem mündet an dieser Stelle der Fluss Drino ein. Nördlich der Stadt mündet die von Südwesten aus dem Kurvelesh kommende Bënça in die Vjosa.
Dank der Lage am Ort des Zusammentreffens dieser beiden Täler ist Tepelena von jeher ein wichtiger Verkehrsknotenpunkt im südalbanischen Bergland. Die SH 4, die Straße von Fier nach Gjirokastra und wichtigste Verbindung in den Süden Albaniens, führt noch heute durch den Ort. Nach Fier im Nordwesten beträgt die Entfernung 75 Kilometer, nach Gjirokastra im Südosten sind es 30 Kilometer. Nach Osten zweigt die Straße nach Përmet und Korça ab.
Das Stadtbild wird von der Festung Ali Paschas beherrscht, die auf einer steilen Felsnase hoch über der Vjosa thront.

## Geschichte
Der heutige Ort Tepelena ist eine osmanische Stadtgründung. So ist der Name der Stadt türkischen Ursprungs. Erstmals wird die Stadt 1506 erwähnt. Um 1600 setzte eine tiefgreifende Islamisierung der Gegend ein. Bis heute sind die Muslime die größte Religionsgemeinschaft in der Stadt. An der Wende vom 18. zum 19. Jahrhundert gehörte Tepelena zum Herrschaftsbereich von Ali Pascha. Dieser ließ in seinem Geburtsort die Festung ausbauen und erweitern. Abwechselnd residierte er hier und in Yanya. An beiden Orten wurde er 1809/10 vom englischen Dichter Lord Byron besucht.
1920 wurde die Stadt durch ein schweres Erdbeben stark beschädigt.
Tepelena ist eine der wenigen albanischen Kleinstädte, die ein Wappen führen. Es zeigt auf rotem Schild einen aufgerichteten goldenen Löwen über einer schwarzen Burgmauer mit Türmen. Es erinnert an Ali Pascha, der auch Löwe von Ioannina genannt wurde.
Von 1945 bis 1968, unter der Diktatur von Enver Hoxha, bestanden rund um Tepelena mehrere Internierungslager, in denen Tausende von Regimegegnern und Angehörige gefangen gehalten, gefoltert und hingerichtet wurden. Das bedeutendste Lager war in italienischen Militärbaracken am nördlichen Stadtrand untergebracht. Es waren dort von 1949 bis 1953 überwiegend Frauen mit Kindern, aber auch alte Menschen interniert, die meist aus Nord- und Mittelalbanien stammten. Viele waren Angehörige der machthabenden Elite der Vorkriegszeit. Die Insassen waren in Baracken zu jeweils etwa 200, nach anderen Quellen 300 bis 600 Menschen untergebracht. Von den 1400 Insassen im August 1950 sollen 550 Kinder gewesen sein. Eine andere Quelle spricht von bis zu 2300 Lagerbewohnern. Wie viele Menschen dort tatsächlich starben und umgebracht wurden, lässt sich heute nicht mehr mit Bestimmtheit sagen, da die Gräber planiert wurden, um sie unkenntlich zu machen. 300 Kinder und zahlreiche Erwachsene sollen aufgrund Mangelernährung, Seuchen und fehlender Gesundheitsversorgung sowie durch Minen und bei der Zwangsarbeit umgekommen sein. Heute stehen nur noch Ruinen des ehemaligen Lagers, in denen eine Gedenkstätte eingerichtet wurde. Von 1970 bis 1973 wurde außerdem in Bënça, einige Kilometer entfernt, ein Hochsicherheitsgefängnis betrieben, in dem unter anderem aus der Partei ausgeschlossene Kommunisten inhaftiert waren.

## Wirtschaft
Das bedeutendste Unternehmen ist Uji Tepelena, das einige Kilometer südlich bei der Quelle Ujë i Ftohtë Mineralwasser abfüllt. Die Produkte werden auch nach Griechenland, Italien, Kosovo, England und in die Vereinigten Staaten exportiert.

## Kultur und Sehenswürdigkeiten

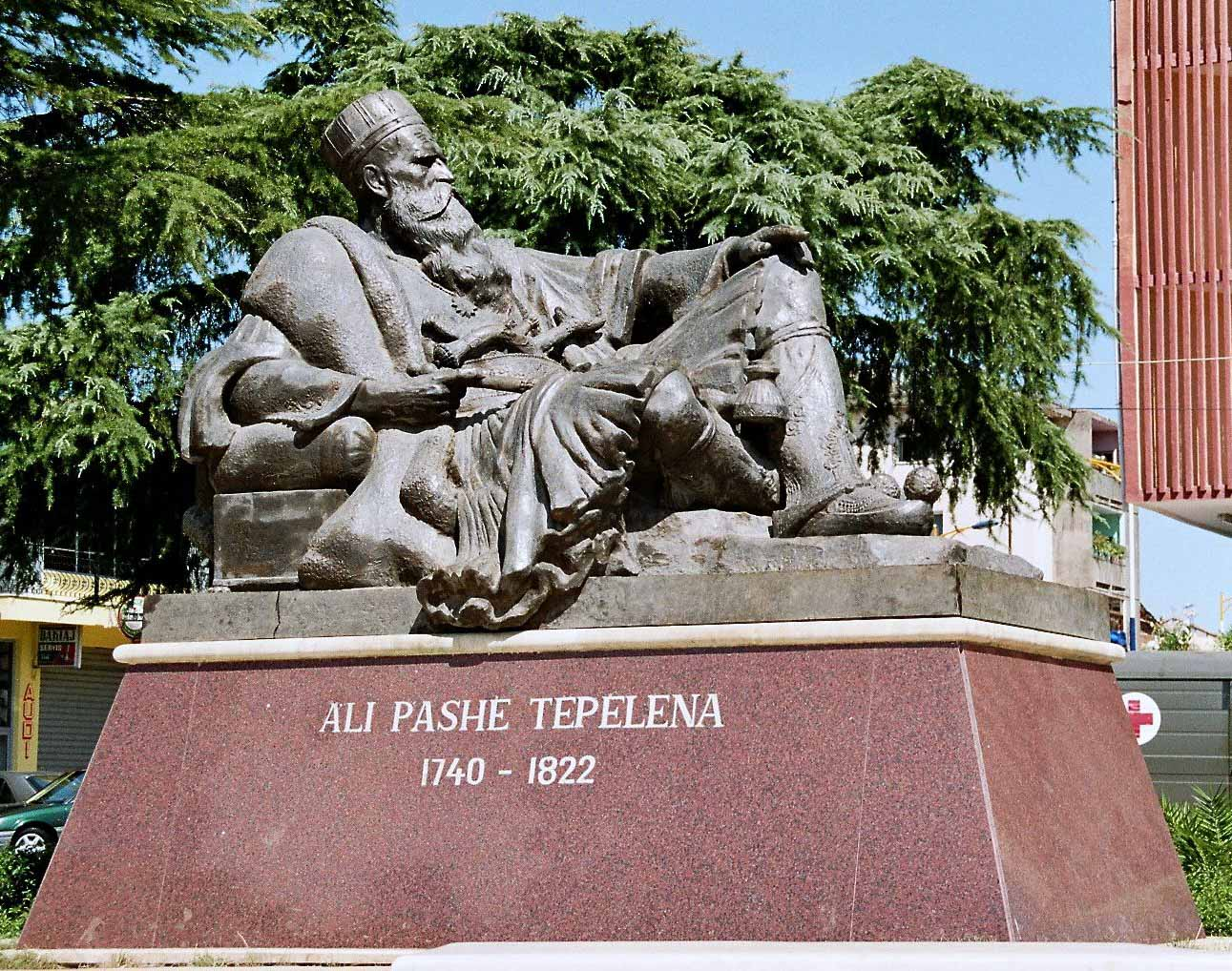
Ali-Pascha-Denkmal

In der Stadt gibt es ein Museum und die Festung aus der Zeit von Ali Pascha Tepelena. Letztere ist rund viereinhalb Hektar groß, zum Teil aber überbaut. Die Regierung erklärte Ende 2014, private und öffentliche Nutzungen der Burganlage unterbinden zu wollen, um das Kulturmonument erhalten zu können. Ein Denkmal von Mumtaz Dhrami im Stadtzentrum erinnert an Ali Pascha Tepelena.

## Gemeinde
Im Sommer 2015 wurde Tepelena mit den übrigen Gemeinden im Süden des ehemaligen Kreises Tepelena zusammengelegt. Eingemeindet wurden die Kommunen Kurvelesh, Lopës und Qendër, die heute Njësitë administrative (Verwaltungseinheiten) der Bashkia Tepelena sind. Letztere umgibt die Stadt. Kurvelesh und Lopës sind abgeschiedene Bergregionen westlich von Tepelena.
Die ganze Gemeinde hat 6761 Einwohner (Volkszählung 2023). Das ist fast ein Viertel weniger als noch zwölf Jahre zuvor.
| Name      | Einwohner 2023 | Einwohner 2011 |
| --------- | -------------- | -------------- |
| Kurvelesh | 499            | 705            |
| Lopës     | 517            | 723            |
| Qendër    | 2036           | 3179           |
| Tepelena  | 3709           | 4342           |
| Total     | 6761           | 8949           |

## Söhne und Töchter der Stadt
- Ali Pascha Tepelena (1741–1822), osmanischer Pascha
- Tafil Buzi (1792–1844), militärischer Aktivist der Rilindja
- Anastas Byku (* 1828 in Lekël; † 1878), Lehrer, Publizist und Journalist
- Selam Musai (1857–1920), militärischer Aktivist der Rilindja
- Valentina Leskaj (* 1948), Politikerin
- Gramoz Ruçi (* 1951), Politiker
- Zaho Balili (* 1951), Dichter, Schriftsteller, Rhapsode und Autor von iso-polyphonen Liedern
- Muhedin Targaj (* 1955), Fußballspieler
- Foto Strakosha (* 1965), Fußballtorwart
- Ylli Baka (* 1969), Volksmusiksänger